# Haute-Avesnes British Cemetery
Haute-Avesnes British Cemetery is een Britse militaire begraafplaats met gesneuvelden uit de Eerste Wereldoorlog, gelegen in de Franse gemeente Haute-Avesnes (Pas-de-Calais). De begraafplaats ligt aan de Rue d' Habarcq op 450 m ten zuidwesten van het dorpscentrum (Église Saint-Jean-Baptiste). Ze werd ontworpen door Arthur Hutton. Het terrein heeft de vorm van een langwerpig parallellogram met een oppervlakte van ongeveer 700 m² en wordt omgeven door en haag. Het Cross of Sacrifice staat bijna aan het einde van de begraafplaats. De begraafplaats is toegankelijk via een zestal treden en een metalen hek tussen witte stenen zuiltjes.
Er liggen 119 Britten, 7 Zuid-Afrikanen, 3 Canadezen, 12 Chinezen (te werk gesteld bij het Chinese Labour Corps), 1 Indiër en 8 Duitsers.
De begraafplaats wordt onderhouden door de Commonwealth War Graves Commission. 

## Geschiedenis
De eerste gesneuvelden werden hier in juli 1916 door de 51st (Highland) Division bijgezet en verder gebruikt door vooruitgeschoven veldhospitalen van de divisies die dit deel van de frontlijn verdedigden.

## Onderscheiden militairen
- R.A. Browning, onderluitenant bij de Northumberland Fusiliers werd onderscheiden met het Military Cross (MC).
- H.M. Lowe, korporaal bij de Royal Scots en Cecil Thomas Lawson, korporaal bij de Royal Fusiliers werden onderscheiden met de Military Medal (MM).